# Liga Chilena de Voleibol
La Liga Chilena de Voleibol es una asociación de clubes de voleibol de Chile. Perteneciente a la Federación de Vóleibol de Chile, fue constituida oficialmente en el año 2003, bajo la denominación de Liga Nacional de Voleibol, a fin de agrupar a los principales equipos de este deporte en el país.
Desde su primera edición en 2004, se han disputado un total de 16 temporadas de la Liga Chilena de Voleibol, tanto a nivel de varones como de damas. Con nueve trofeos, Linares es, a la fecha, el club que acumula el mayor número de títulos en la categoría masculina; mientras que en la categoría femenina, Boston College posee diez campeonatos ganados. Asimismo, Universidad Católica es el único club que se ha consagrado campeón en las dos modalidades.
El equipo campeón de la Liga Femenina estará clasificado para el Campeonato Sudamericano de Clubes de Voleibol Femenino.

## Campeones masculinos
| Torneo | Campeón                  | Subcampeón                 |
| 2004   | Universidad Católica (1) | Universidad de Chile-Ñuñoa |
| 2005   | Panquehue (1)            | Providencia                |
| 2006   | Viña del Mar Volley (1)  | Universidad de Concepción  |
| 2007   | Viña del Mar Volley (2)  | Universidad de Concepción  |
| 2008   | Linares (1)              | Universidad Católica       |
| 2009   | Linares (2)              | Vitavoley-Manquehue        |
| 2010   | Universidad Católica (2) | Universidad de Santiago    |
| 2011   | Linares (3)              | Club Manquehue             |
| 2012   | Universidad Católica (3) | Club Manquehue             |
| 2013   | Linares (4)              | Thomas Morus               |
| 2014   | Linares (5)              | Thomas Morus               |
| 2015   | Linares (6)              | Club Doñihue               |
| 2016   | Linares (7)              | Thomas Morus               |
| 2017   | Thomas Morus (1)         | Linares                    |
| 2018   | Linares (8)              | Thomas Morus               |
| 2019   | Linares (9)              | Thomas Morus               |
| 2021   | Excelsior (1)            | Stadio Italiano            |
| 2022   | Murano (1)               | Excelsior                  |
| 2023   | Murano                   | Universidad de Concepción  |
| 2024   | Murano                   | Linares                    |

### Títulos masculinos
| Atleta               | Ganador | Años ganadora                                        |
| -------------------- | ------- | ---------------------------------------------------- |
| Club Linares         | 9       | 2008, 2009, 2011, 2013, 2014, 2015, 2016, 2018, 2019 |
| Universidad Católica | 3       | 2004, 2010, 2012                                     |
| Viña del Mar Volley  | 2       | 2006, 2007                                           |
| Club Panquehue       | 1       | 2005                                                 |
| Club Thomas Morus    | 1       | 2017                                                 |
| Club Excelsior       | 1       | 2021                                                 |
| Club Murano          | 3       | 2022, 2023, 2024                                     |

## Campeones femeninos
| Torneo | Campeón              | Subcampeón                |
| 2004   | Universidad Católica | Providencia               |
| 2005   | Universidad Católica | Providencia               |
| 2006   | Universidad Católica | Vitavoley                 |
| 2007   | Municipal Ñuñoa      | Boston College            |
| 2008   | Universidad Católica | Boston College            |
| 2009   | Universidad Católica | Providencia               |
| 2010   | Universidad Católica | Boston College            |
| 2011   | Universidad Católica | CEDEF de Lo Prado         |
| 2012   | Boston College       | Manquehue                 |
| 2013   | Boston College       | Manquehue                 |
| 2014   | Boston College       | CEDEF de Lo Prado         |
| 2015   | Boston College       | Cerro Navia               |
| 2016   | Boston College       | CEDEF de Lo Prado         |
| 2017   | Boston College       | Universidad de Concepción |
| 2018   | Boston College       | Murano                    |
| 2019   | Boston College       | Murano                    |
| 2021   | Boston College       | Colo-Colo                 |
| 2022   | Boston College       | Colo-Colo                 |
| 2023   | Murano               | Colo-Colo                 |
| 2024   | Boston College       | La Pintana                |

### Títulos femeninos
| Atleta               | Ganador | Años ganadora                                                    |
| -------------------- | ------- | ---------------------------------------------------------------- |
| CD Boston College    | 11      | 2012, 2013, 2014, 2015, 2016, 2017, 2018, 2019, 2021, 2022, 2024 |
| Universidad Católica | 7       | 2004, 2005, 2006, 2008, 2009, 2010, 2011                         |
| Municipal Ñuñoa      | 1       | 2007                                                             |
| Murano               | 1       | 2023                                                             |